# Nižná (district de Piešťany)
Nižná est un village de Slovaquie situé dans la région de Trnava.

## Histoire
Première mention écrite du village en 1532.

## Démographie

### Évolution de la population
| Année:               | 1994. | 2004.   | 2014.   | 2024.   |
| -------------------- | ----- | ------- | ------- | ------- |
| Nombre de personnes: | 507   | 517     | 550     | 552     |
| Différence:          |       | +1,97 % | +6,38 % | +0,36 % |

| Année:               | 2023. | 2024.   |
| -------------------- | ----- | ------- |
| Nombre de personnes: | 546   | 552     |
| Différence:          |       | +1,09 % |